# Табла
Та́бла́ — небольшой парный барабан, основной ударный инструмент в индийской классической музыке североиндийской традиции хиндустанцев (Северная Индия, Непал, Пакистан, Бангладеш). Используется для аккомпанемента солирующему ситару, сароду, саранги, певцу, для сопровождения танца в стиле катхак, иногда как сольный инструмент. Также распространен в фольклоре, популярной и религиозной музыке (бхаджан, каввали) стран индийского субконтинента. Играют на табла кистями рук.
- Дуэт из таблы и индийской фисгармонии в Непале

## Этимология
Название табла происходит из персидского и урду языков, и представляет собой уменьшительную форму арабского слова табл (طبل, tabl — барабан). В свою очередь табл связано с арамейским табла (tablā) и аккадским тапалу (tāpalu, tābalu), имеющими то же значение.

## История
Точных сведений о происхождении табла нет. По всей видимости, строение современных табла и техника игры на них сформировались в музыкальной культуре Северной Индии на основе собственно индийских и иных, преимущественно персидских, музыкальных традиций.
Некоторые исследователи считают древними индийскими предшественниками табла парные барабаны, изображения которых имеются на рельефах в:
- пещерном комплексе Бхаджа[англ.] (II век до н. э., Махараштра);
- пещерном комплексе Бадами (VI век, Карнатака)[7][8];
- храме Парашурамешвар[англ.] (VII век, Бхубанешвар, Одиша)[9];
- комплексе храма Муктешвар[англ.] (IX—X век, Бхубанешвар, Одиша)[7][9][10].

Также упоминаются изображения парных барабанов на рельефах в:
- комплексе ступы в Бхархуте (II век до н. э., Мадхья-Прадеш);
- комплексе ступы в Амаравати (II век до н. э.—III век, Андхра-Прадеш);
- храме Хучаппаййя (VIII век, Айхоле[англ.], Карнатака).

- Рельеф в пещерном комплексе Бхаджа (II век до н. э., Махараштра). Слева — танцовщица, в центре — исполнительница на небольших парных барабанах
- Рельеф в пещерном комплексе Бадами (VI век, Карнатака). В правом нижнем углу — изображение музыканта, перед ним два барабана, один — в горизонтальном положении, другой — в вертикальном
- Рельеф на переднем фасаде храма Парашурамешвар (VII век, Бхубанешвар, Орисса). Изображение одинаковых вертикальных парных барабанов

Характерно индийской чертой табла является покрытие центральной части мембраны специальной пастой, влияющей на тембр звучания. Эта черта очевидно унаследована табла от индийских барабанов пакхавадж и мриданга.
Американская исследовательница Ребекка Стюарт считает, что табла могли возникнуть как результат экспериментов с такими барабанами, как уже упомянутые пакхавадж и мриданга, а также дхолак и парные барабаны нагара.
По существующей традиции создание табла (как и многого другого, чьё происхождение неизвестно) приписывают Амиру Хосрову (1253—1325). Однако в его собственных сочинениях упоминаний этого инструмента нет.
Существует легенда, рассказывающая о рождении табла. Во времена Акбара жили два профессиональных исполнителя на пакхавадже. Они были непримиримыми соперниками и постоянно соревновались друг с другом. Однажды в жаркой схватке барабанного состязания один из соперников — Судхар Хан — потерпел поражение и, не в силах вынести его горечь, швырнул свой пакхавадж оземь. Барабан разбился на две части, превратившиеся в табла и дагга.
Среди крупнейших исполнителей — Закир Хуссейн, Алла Ракха, Низамуддин Хан, Никхиль Гхош, Канап Датт.

## Школы игры
Существует несколько школ игры (гхаран) на табла, из которых наиболее известны:
- Делийская[англ.] (хинди दिल्ली घराना, Dillī gharānā)
- Аджрарская[англ.] (अजराड़ा घराना, Ajrāṛā gharānā)
- Пенджабская[англ.] (पंजाब घराना, Panjāb gharānā)
- Лакхнауская[англ.] (लखनऊ घराना, Lakhnaū gharānā)
- Бенаресская[англ.] (बनारस घराना, Banāras gharānā)
- Фаррухабадская[англ.] (फ़र्रूख़ाबाद घराना, Farruk͟hābād gharānā)

Последние три объединяются в группу школ «восточного стиля» (पूरब बाज़, Pūrab bāz).

## Описание
Малый барабан из дерева называется дайя (в переводе с хинди — правый) или табла. Корпус в виде усечённого конуса. Примерные размеры: высота 27 см, диаметр мембраны 13 см.
Большой барабан из металла (меди, латуни и других видов) или глины называется байя (левый) или дагга. Примерные размеры: высота 27 см, диаметр мембраны 22,5 см.
Мембрана из козлиной кожи, находится между двумя кожаными кольцами. В центральной части мембраны находится круг тёмного цвета, представляющий собой пасту особого состава (оксид железа, клей, мука, сажа, медный купорос), наносимую в несколько слоёв постепенно уменьшающимися кружками (5 и более).
Края мембраны оплетены кожаными ремнями. За эту оплётку мембрану оттягивают 16 ременных стяжек, проходящих вдоль корпуса барабана и крепящихся за кольцо из скрученного ремня в его нижней части. Натяжение ремней для настройки малого, а иногда и большого барабана, регулируется подложенными под ремни деревянными чурочками.
Барабаны устанавливаются на кольцеобразные подушечки.

## Настройка
Малый барабан настраивается на определенную ноту, обычно тонику, доминанту или субдоминанту тональности солиста. Эта тоника в музыке Индии называется Са (см. саргам) и является основной нотой раги. Диапазон настройки зависит от размера барабана. Для настройки используют молоточек, которым ударяют по оплетке мембраны и чурочкам.
Большой барабан настраивается примерно на октаву или квинту ниже малого барабана.